# Sistema de referencia comóvil
El sistema de referencia comóvil o sistema síncrono de una partícula o sólido en movimiento es un sistema de referencia que se mueve junto con una partícula, y por tanto, respecto a un sistema de referencia comóvil una partícula siempre está en reposo.
Como, dada una partícula o sólido, pueden existir varios sistemas comóviles, normalmente se usa el sistema comóvil en el cual la partícula o el centro de gravedad del sólido ocupa el origen de coordenadas del sistema comóvil.

## Sistema comóvil en mecánica del sólido rígido
En mecánica del sólido rígido un sistema de referencia comóvil es un sistema en el que el tensor de inercia del sólido es constante a lo largo del tiempo ya que el sólido respecto a este sistema es inmóvil (sin rotación o traslación respecto a él). Si el sólido rígido tiene rotación respecto a un sistema de referencia inercial, entonces el sistema comóvil asociado al sólido es un sistema de referencia no inercial.

## Sistema comóvil en mecánica relativista

Diagrama 1. Apariencia del espacio-tiempo visto desde el sistema de referencia comóvil de una partícula que se mueve con aceleraciones.

Por definición el sistema comóvil de una partícula queda definido por una base vectorial definida sobre el espacio tangente del espacio-tiempo, formada por un primer vector temporal y tres vectores espaciales: {\displaystyle \{{\hat {\mathbf {e} }}_{0};{\hat {\mathbf {e} }}_{1},{\hat {\mathbf {e} }}_{2},{\hat {\mathbf {e} }}_{3}\}} o equivalentemente por la base de 1-formas dual de la anterior: {\displaystyle \{{\hat {\theta }}^{0};{\hat {\theta }}^{1},{\hat {\theta }}^{2},{\hat {\theta }}^{3}\}}.
Por definición la partícula está en reposo respecto al sistema de referencia comóvil por lo que su velocidad espacial respecto al mismo será cero en todo momento, y por tanto la cuadrivelocidad sólo tendrá componente temporal, es decir:

{\displaystyle \mathbf {V} =V^{0}\ {\hat {\mathbf {e} }}_{0}}

En el sistema comóvil el tensor métrico del espacio-tiempo se expresa sencillamente mediante el convenio de sumación de Einstein, por:

(1){\displaystyle g=-{\hat {\theta }}^{0}\otimes {\hat {\theta }}^{0}+h_{\alpha \beta }{\hat {\theta }}^{\alpha }\otimes {\hat {\theta }}^{\beta }}

Más generalmente se llama sistema de referencia síncrono a cualquier sistema de referencia en que se cumplan cuya forma métrica sea idéntica a la anterior, esté o no ligado el sistema al movimiento de alguna partícula material concreta, es decir, un sistema de referencia síncrono está caracterizado por las condiciones sobre las componentes de la métrica: {\displaystyle g_{00}=-1,\ g_{0\alpha }=0}.
La relación entre las componentes de una magnitud vectorial o tensorial expresada en el sistema comóvil o en cualquier otro sistema de coordenadas arbitrario sobre el espacio-tiempo puede obtenerse a partir de la forma del tensor métrico expresado en estas otras coordenadas arbitrarias:

(2){\displaystyle g=-g_{00}dx^{0}\otimes dx^{0}+g_{\alpha \beta }dx^{\alpha }\otimes dx^{\beta }}

En ese caso la relación entre la base de 1-formas que define el sistema de referencia comóvil y estas últimas coordenadas arbitrarias es:

(3){\displaystyle {\begin{cases}{\hat {\theta }}^{0}={\sqrt {g_{00}}}dx^{0}+{\cfrac {g_{0\alpha }}{\sqrt {g_{00}}}}dx^{\alpha }\\{\hat {\theta }}^{\beta }=dx^{\beta }&h_{\alpha \beta }=g_{\alpha \beta }+{\cfrac {g_{0\alpha }g_{0\beta }}{g_{00}}}\end{cases}}}

### Coordenadas comóviles
El sistema de referencia comóvil no siempre puede asociarse a un sistema de coordenadas curvilíneas. En otras palabras con frecuencia el sistema de referencia comóvil no puede definirse mediante una base natural. Eso se debe a que no existe equivalencia entre la clase de todos los posibles sistemas de coordenadas y la clase de todos los observadores posibles del espacio-tiempo. 
Para que puedan construirse un conjunto de coordenadas comóviles se requiere que la 1-forma {\displaystyle {\hat {\theta }}^{0}} sea una forma diferencial exacta. En ese caso el tiempo propio de la partícula no dependerá del camino seguido por la misma y por tanto será una función definida en términos de coordenadas curvilíneas. Las condiciones para que la 1-forma asociada al tiempo es exacta son de hecho muy sencillas:

(4){\displaystyle {\frac {\partial {\sqrt {g_{00}}}}{\partial x^{\alpha }}}={\frac {\partial }{\partial x^{0}}}\left({\frac {g_{0\alpha }}{\sqrt {g_{00}}}}\right)\Rightarrow \qquad {\frac {1}{2}}\left({\frac {\partial g_{00}}{\partial x^{\alpha }}}+{\frac {g_{0\alpha }}{g_{00}}}{\frac {\partial g_{00}}{\partial x^{0}}}\right)={\frac {\partial g_{0\alpha }}{\partial x^{0}}}}

Además se cumplirá que el tensor simétrico que aparece en (2) y (3) junto con la hipersuperficie {\displaystyle {\mathcal {S}}} perpendicular a las curvas integrales del vector temporal que define el sistema síncrono, {\displaystyle {\hat {\mathbf {e} }}_{0}}, constituyen una variedad riemanniana, ya que sobre ella ese tensor métrico es definido positivo.

### Ecuaciones de Einstein en un sistema de referencia síncrono
Una propiedad importante, es que las componentes del tensor métrico en un sistema de referencia síncrono no pueden ser constantes y por tanto estacionarios, ya que eso implicaría que el espacio-tiempo está vacío. Para probar este hecho y examinar las propiedades de los sistemas de coordenadas comóviles introducimos el siguiente tensor simétrico tridimensional y el determinante del tensor {\displaystyle h_{\alpha \beta }}:

(5){\displaystyle \kappa _{\alpha \beta }={\frac {\partial h_{\alpha \beta }}{\partial t}}\ {\mbox{con}}\ dt={\hat {\theta }}^{0}\qquad \qquad h:=\det(h_{\alpha \beta })}

(Al ser {\displaystyle \kappa _{\alpha \beta }} un tensor tridimensional todas las operaciones subir y bajar índices se realizarán mediante el tensor {\displaystyle \kappa _{\alpha \beta }}). Dadas las peculiariades del sistema de coordenadas comóviles, la traza de este último tensor tridimensional y los símbolos de Christoffel que contienen la coordenada temporal resultan ser:

{\displaystyle \kappa _{\alpha }^{\alpha }=h^{\alpha \beta }{\frac {\partial h_{\alpha \beta }}{\partial t}}={\frac {\partial \ln h}{\partial t}}\qquad \Gamma _{00}^{0}=\Gamma _{00}^{\alpha }=\Gamma _{0\alpha }^{0}=0,\Gamma _{\alpha \beta }^{0}={\frac {\kappa _{\alpha \beta }}{2}},\Gamma _{0\beta }^{\alpha }={\frac {\kappa _{\beta }^{\alpha }}{2}}}

Llevando esos resultados a la definición del tensor de Ricci se tiene que las ecuaciones de campo de Einstein son sencillamente:

(6){\displaystyle {\begin{cases}R_{0}^{0}={\cfrac {1}{2}}{\cfrac {\partial \kappa _{\alpha }^{\alpha }}{\partial t}}-{\cfrac {1}{4}}\kappa _{\alpha }^{\beta }\kappa _{\beta }^{\alpha }={\cfrac {8\pi G}{c^{2}}}(T_{0}^{0}-{\frac {1}{2}}T)\\R_{\alpha }^{0}={\cfrac {1}{2}}(\nabla _{\beta }\kappa _{\alpha }^{\beta }-\nabla _{\alpha }\kappa _{\beta }^{\beta })={\cfrac {8\pi G}{c^{2}}}T_{\alpha }^{0}\\R_{\alpha }^{\beta }=-\mathrm {P} _{\alpha }^{\beta }-{\cfrac {1}{2{\sqrt {h}}}}{\cfrac {\partial }{\partial t}}({\sqrt {h}}\kappa _{\alpha }^{\beta })={\cfrac {8\pi G}{c^{2}}}(T_{\alpha }^{\beta }-{\frac {1}{2}}\delta _{\alpha }^{\beta }T)\end{cases}}}

- Datos: Q4428967